# Aermacchi (azienda)
L'Aermacchi è stata una azienda attiva nel campo aeronautico e, a partire dal secondo dopoguerra fino ai primi anni settanta, anche nel settore della costruzione di motociclette. A fine 2002 viene acquistata da Finmeccanica ed infine nel 2012 diventa Alenia Aermacchi.

## Storia
La Fratelli Macchi era un'azienda familiare fondata a Varese da Giovanni e Agostino Macchi, nella seconda metà del XIX secolo, per la costruzione di carrozze e omnibus a traino animale, dalla quale discendono le omonime imprese produttrici di motociclette, autobus, aerei e altre realizzazioni meccaniche.
Agli inizi del XX secolo, sotto il segno della grande rivoluzione tecnica portata dall'avvento degli automobili, l'azienda era gestita dai discendenti dei fondatori, i fratelli Giovanni, Giuseppe, Enrico e Giulio Macchi che decisero di costituire, il 19 giugno 1905, la Società Anonima Fratelli Macchi - Carrozzeria, Automobili e Ruotificio, indirizzando la produzione verso le nuove tecnologie e riuscendo a reperire gli ingenti capitali necessari, forniti da investitori di Milano e Varese, più un limitato apporto del 3,75% della "Banca di Busto Arsizio" unico istituto di credito a partecipare all'atto costitutivo.
L'attività di carrozzeria ebbe scarsi risultati in campo automobilistico, ma si sviluppò grandemente in quello delle forniture ferroviarie e il ruotificio ottenne grandi commesse dall'esercito per equipaggiare la nuova artiglieria trainata.
In seguito alla guerra italo-turca, ove per la prima volta fu sperimentato l'impiego di automobili e aerei, il ministero della difesa aveva bandito, nell'ottobre 1912, un concorso per la fornitura di aerei militari. Il pioniere del motorismo Carlo Felice Buzzi convinse Giulio Macchi a realizzare una joint venture con la francese Societe Anonyme des Etablissements Nieuport che prese corpo, il 1º maggio 1913, con la fondazione a Varese della Società Anonima Nieuport-Macchi.
Dal 1945 si dedica anche alla produzione di veicoli terrestri con la presentazione di un motocarro a tre ruote dal nome di Macchi MB1 che si differenziava dalla produzione del periodo per vari accorgimenti tecnici. Innanzitutto per la presenza di una comoda cabina chiusa, di un volante anziché del manubrio di derivazione motociclistica e per il comfort di marcia garantito dall'impianto di sospensioni progettate usufruendo della notevole esperienza aeronautica.
La produzione del motocarro (o autocarro a tre ruote per le leggi del tempo) continuò come unico modello in produzione sino al 1951 anno in cui venne presentato lo scooter a ruote alte Macchi 125 N. Originalità di questo modello era la presenza di un portaoggetti, incernierato sul canotto dello sterzo che poteva essere agganciato davanti al sellino, trasformandolo in motoveicolo classico, oppure abbassato lasciando la zona delle gambe aperta come uno scooter.
Progettista era l'ing. Lino Tonti, geniale tecnico romagnolo che collaborò, anni dopo, anche alle fortune della Moto Guzzi.
Nel 1961 l'azienda accorciò il proprio nome in Aermacchi.
Una complessiva ristrutturazione condusse l'azienda, nel 1981, a riorganizzarsi come holding Aermacchi SpA, per essere in seguito acquistata da Finmeccanica nel 2002 ed infine nel 2012 diventare Alenia Aermacchi.

## Aeromobili

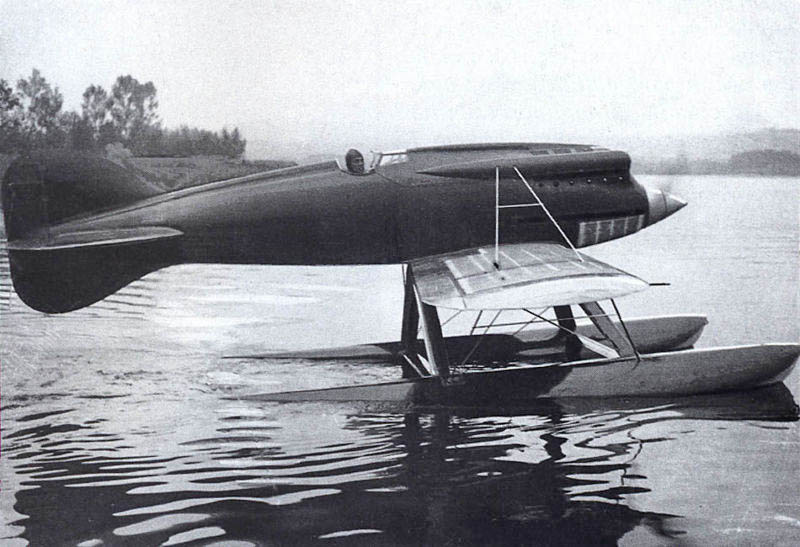
Il capitano Arturo Ferrarin a bordo del Macchi M.39 all'idroscalo della Schiranna.

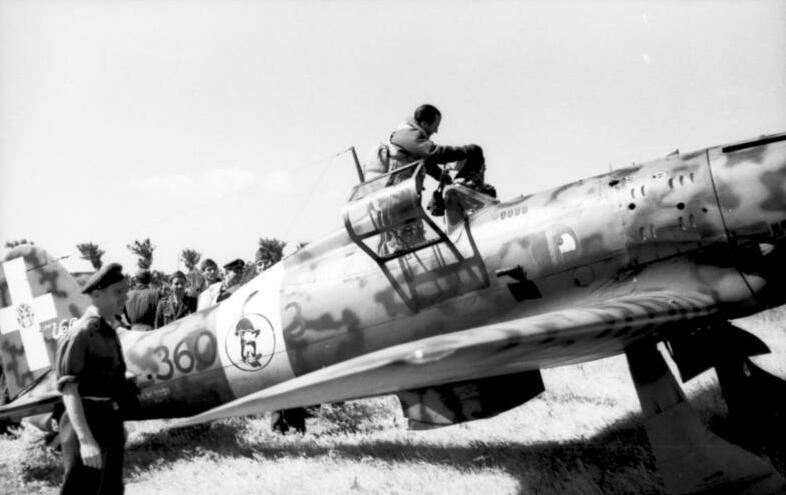
Il Macchi M.C.205 prima serie 360-3 (MM9291) appartenente alla 353ª Squadriglia del 51º Stormo. Africa settentrionale, 1943.

Inizialmente, la Società Anonima Nieuport-Macchi si occupava della costruzione, su licenza, di un famoso caccia della prima guerra mondiale, il francese Nieuport Type 11 Bébé. Con la fine della guerra, e di conseguenza con la riduzione dei consistenti ordini militari, l'azienda si specializzò nella costruzione di idrovolanti, inizialmente convertendo i suoi aerei militari per l'utilizzo in ambito civile, ad esempio nel trasporto di passeggeri e posta. Durante il periodo delle corse di velocità (iniziato in Italia dal 1919) gli aerei della Macchi furono i primi a superare la barriera dei 400, 500 e infine dei 700 km/h. Negli anni venti l'azienda cambiò nome in Aeronautica Macchi.
Durante il periodo della seconda guerra mondiale vennero prodotti alcuni dei più famosi caccia italiani: l'M.C.200, l'M.C.202 e l'M.C.205. Soprattutto quest'ultimo si rivelò un avversario davvero temibile per gli aerei alleati, mentre il primo non disponeva di un motore abbastanza potente e il secondo aveva un armamento che col progredire del conflitto risultò insufficiente per affrontare gli avversari.
Su licenza furono costruiti numerosi Trimotori S.M.79 "Il Gobbo Maledetto", molti dei quali presso lo stabilimento aeronautico Aeronautica Umbra S.A. di Foligno, che produceva anche gli S.M.81. L' A.U.S.A. ha tra l'altro progettato e costruito un caccia, l'AUT 18, ma solo in prototipo.
Dalla metà degli anni cinquanta l'Aermacchi concentrò le sue ricerche e i suoi sforzi produttivi nella costruzione di un aereo da addestramento per i piloti militari: nacque così l'Aermacchi MB-326, che si rivelò un ottimo aereo. Il suo successo si riflette nei volumi di vendita: 800 MB-326 entrarono in servizio in 14 forze aeree diverse.
Il successore del 326 è l'Aermacchi MB-339, la risposta dell'azienda a delle specifiche richieste dell'Aeronautica Militare Italiana
Ha partecipato anche ai programmi di sviluppo e produzione dell'AMX, G.222, C-27J Spartan, del cacciabombardiere Panavia Tornado e dell'Eurofighter Typhoon.
Ha avuto e ha tuttora un ruolo attivo anche nello sviluppo e produzione delle gondole dei motori per gli aerei commerciali Boeing 787, Airbus A330, A318, A319, A320, A321, per il nuovo A380 e per i jet d'affari Dassault Falcon 900, 2000 ed 7X.
Nel 1997 l'Aermacchi acquista un'altra famosa azienda aeronautica, la SIAI-Marchetti, e i relativi progetti, come ad esempio l'SF-260; diventa così l'azienda leader nella costruzione di aeroplani da addestramento.
L'Aermacchi ha esteso il suo campo di interesse anche nell'aviazione civile, collaborando dapprima con la tedesca Dornier per la costruzione del Do 328, e successivamente nel settore delle prese d'aria e capottature per le gondole motore di vari propulsori adottati da aerei civili.
Il suo più recente prodotto aeronautico è costituito dall'addestratore bireattore transonico Aermacchi M-346, per il quale è stata scelta la denominazione commerciale "Master".
La sede attuale della ditta è situata nell'aeroporto "Arturo Ferrarin" di Venegono Inferiore, che oltre a ospitare la fabbrica del gruppo Finmeccanica è anche luogo di collaudo.

### Aerei prodotti

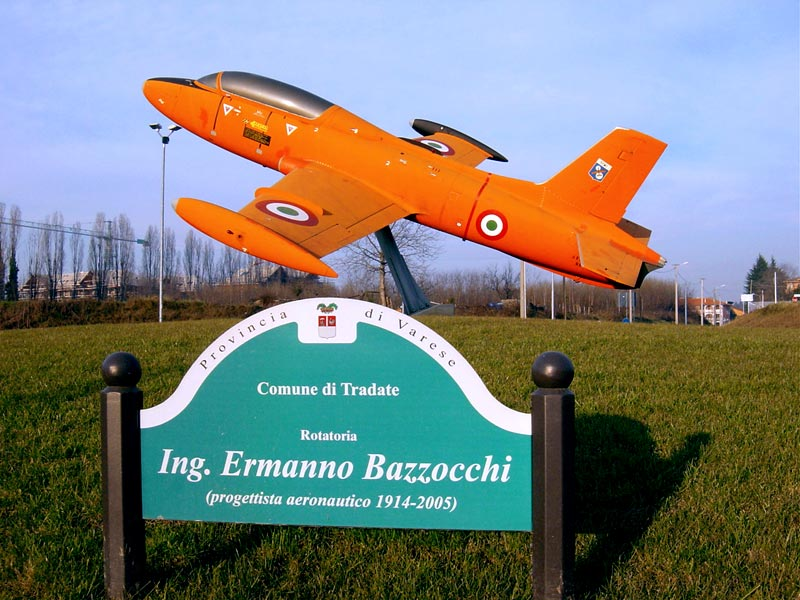
Tradate (VA) - Aermacchi MB 326 posto a ricordo dell'ing. Ermanno Bazzocchi

(lista parziale)
| Nome                                 | Ruolo                                                    | Anno |
| ------------------------------------ | -------------------------------------------------------- | ---- |
| Macchi M.3                           |                                                          | 1916 |
| Macchi M.4                           |                                                          |      |
| Macchi M.5                           | idrocaccia                                               | 1917 |
| Macchi M.5 mod                       | idrocaccia                                               |      |
| Macchi M.7                           | idrocaccia                                               | 1917 |
| Macchi M.8                           |                                                          | 1917 |
| Macchi M.9                           |                                                          | 1918 |
| Nieuport-Macchi Ni.10                | Aereo da caccia - Aereo da addestramento                 | 1915 |
| Macchi M.12                          |                                                          | 1918 |
| Macchi M.14                          | Aereo da caccia - Aereo da addestramento                 | 1918 |
| Macchi M.15                          | idroricognitore                                          | 1918 |
| Macchi M.18                          | idroaddestratore - idrotrasporto - idroricognitore       | 1920 |
| Macchi M.24                          | idroricognitore - idrobombardiere                        | 1923 |
| Macchi M.25                          | idroricognitore                                          |      |
| Macchi M.26                          | idrocaccia                                               | 1924 |
| Macchi M.34                          | idrocaccia                                               | 1929 |
| Macchi M.37                          | Idroricognitore                                          | 1930 |
| Macchi M.38                          | Idroricognitore                                          | 1930 |
| Macchi M.40                          | Idroricognitore                                          | 1928 |
| Macchi M.41                          | idrocaccia                                               | 1929 |
| Macchi M.41bis                       | idrocacciabombardiere                                    | 1929 |
| Macchi M.42-M                        | Idrovolante bombardiere e silurante                      | 1930 |
| Macchi M.50                          |                                                          |      |
| Macchi M.53                          | Idrovolante da turismo                                   | 1929 |
| Macchi M.71                          | idrocaccia                                               | 1930 |
| Macchi M.33                          | idrocorsa                                                | 1925 |
| Macchi M.39                          | idrocorsa                                                | 1926 |
| Macchi M.52                          | idrocorsa                                                | 1927 |
| Aermacchi-Lockheed AL-60             | Aereo passeggeri monoplano a pistoni                     | 1959 |
| Macchi M.67                          | idrocorsa                                                | 1929 |
| Macchi M.C.72                        | idrocorsa                                                | 1931 |
| Savoia-Marchetti S.M.79 (su licenza) |                                                          | 1934 |
| Savoia-Marchetti S.M.81 (su licenza) |                                                          | 1934 |
| Savoia-Marchetti S.M.84 (su licenza) |                                                          | 1940 |
| Macchi M.C.94                        | Idrovolante                                              |      |
| Macchi M.C.99                        |                                                          |      |
| Macchi M.C.100                       | Idrovolante di linea                                     |      |
| Macchi M.C.200 Saetta                | Caccia monoposto monoplano a pistoni                     | 1937 |
| Macchi M.C.202 Folgore               | Caccia monoposto monoplano a pistoni                     | 1940 |
| Macchi M.C.205 Veltro                | Caccia monoposto monoplano a pistoni                     | 1942 |
| Macchi M.C.206                       | Caccia monoposto monoplano a pistoni                     | 1943 |
| Macchi M.C.207                       | Caccia monoposto monoplano a pistoni                     | 1943 |
| Macchi M.416 (su licenza)            | Monomotore monoplano a pistoni, biposto da addestramento | 1951 |
| Aermacchi-Aeritalia AM.3             | Aereo da collegamento e multiruolo a pistoni             | 1967 |
| SIAI-Marchetti S-211                 |                                                          | 1981 |
| SIAI-Marchetti SF-260                |                                                          | 1964 |
| Aermacchi M-290 RediGo               |                                                          | 1985 |
| Aermacchi M-311                      |                                                          |      |
| Aermacchi MB-326                     |                                                          |      |
| Aermacchi M-335                      |                                                          |      |
| Aermacchi M-338                      |                                                          |      |
| Aermacchi MB-339                     | Aviogetto monomotore biposto da addestramento            | 1976 |
| Aermacchi M-340                      |                                                          |      |
| Aermacchi M-345 HET                  | Aviogetto monomotore biposto da addestramento            | 2011 |
| Aermacchi M-346                      |                                                          |      |
| AMX International AMX                |                                                          |      |

## Veicoli

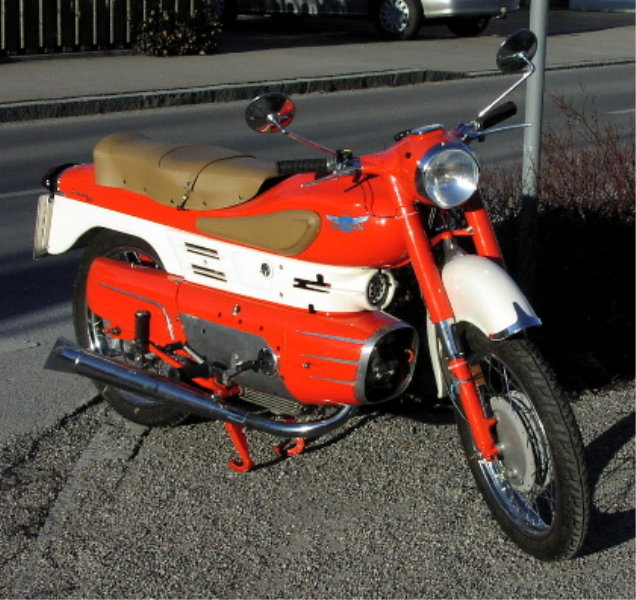
Un'Aermacchi Chimera

Fino al 1955 la produzione industriale era imperniata sul Macchi MB1 e Macchi 125 N e sulle loro derivazioni; in quell'anno venne presentata invece la Chimera, una due ruote quasi avveniristica per i tempi, in cui venivano presentate delle soluzioni aerodinamiche all'avanguardia. Assieme a queste veniva segnato anche il passaggio dal motore a due tempi che equipaggiava le prime produzioni a quello a quattro tempi che equipaggiava l'ultima nata. Un'altra caratteristica molto interessante della Chimera era la presenza, sul posteriore, di un ammortizzatore singolo, soluzione inedita a quell'epoca e che diventerà di produzione comune solo diversi anni dopo.
Sempre nella seconda metà degli anni cinquanta la casa di Schiranna si dedica alla progettazione e costruzione di motociclette destinate ai record di velocità, molto in voga nel periodo anche e soprattutto come cassa di risonanza. Ancora oggi il record stesso risulta detenuto dalla casa varesina per quanto riguarda i motocicli di cilindrata 75 cm³, conquistato nel 1955 da Massimo Pasolini su LinTo-Aermacchi Record, utilizzando come percorso un tratto dell'Autostrada dei Laghi.
Dal progetto della Chimera presero origine anche le prime serie di modelli che si fregiarono del nome "Ala", Ala Rossa, Ala Bianca (entrambe di 175 cm³), Ala Azzurra, Ala Verde (di 250 cm³). Al top della gamma, per prestazioni, si poneva l'Ala d'Oro (di 175 e 250 cm³, successivamente anche 350 cm³), utilizzata, con poche modifiche rispetto alla versione di serie, in varie competizioni motociclistiche del tempo (Motomondiale incluso), con piloti del calibro di Pasolini, Pagani, Milani e Visenzi.

### Il rapporto con Harley-Davidson
Il 1960 segnò una data importante nella storia Aermacchi settore motociclistico, innanzitutto con la separazione del reparto dalla casa madre e con la successiva formazione di una joint venture paritetica sul territorio italiano con uno dei marchi storici mondiali, l'Harley-Davidson. Tale forma di collaborazione continuerà poi sino al 1972.

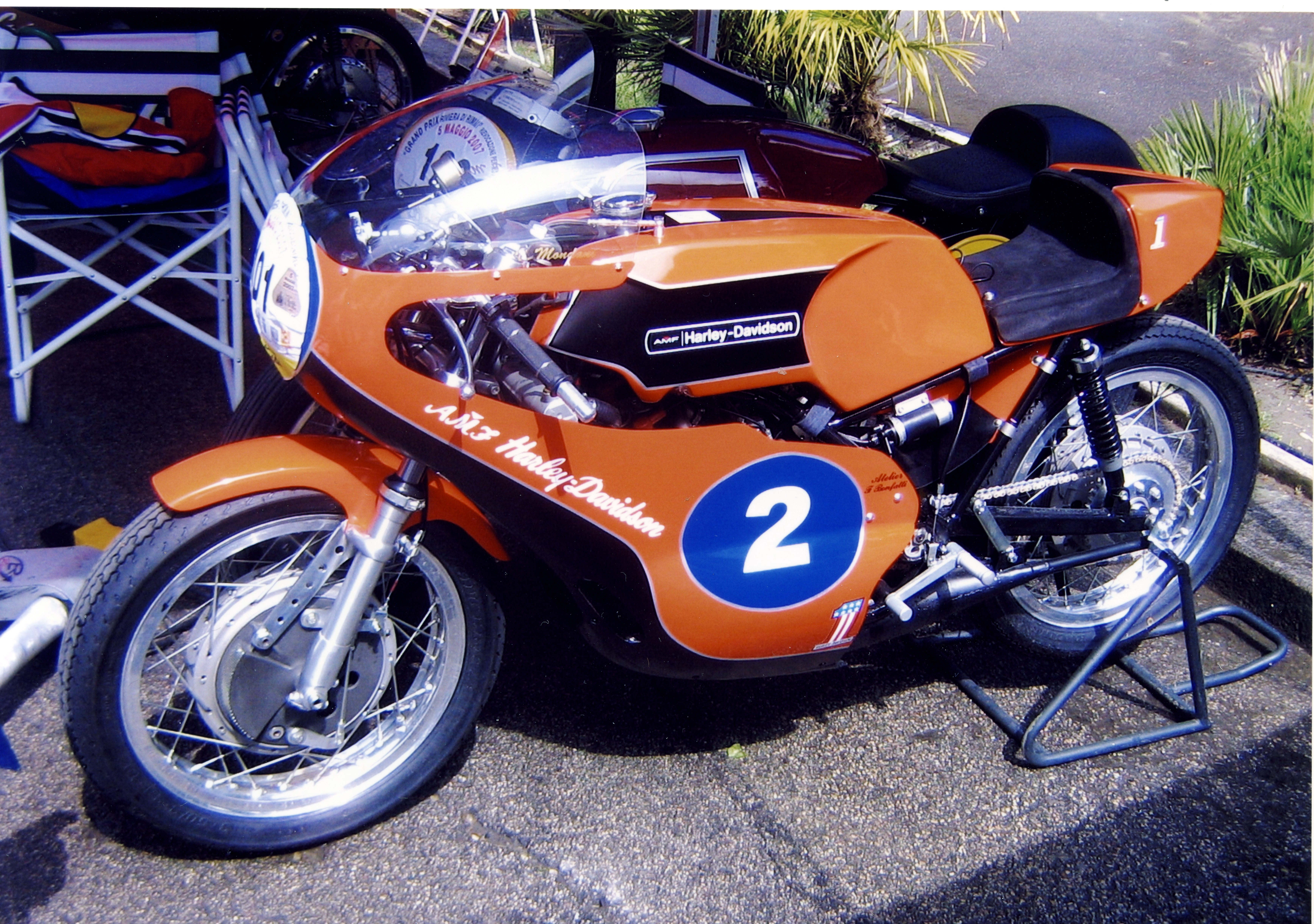
Aermacchi Harley Davidson RR

La Aermacchi Harley-Davidson S.p.A. con sede legale a Milano e stabilimenti produttivi a Varese intendeva promuovere la vendita dei modelli italiani, di piccola cilindrata, negli USA affiancando la produzione di grosse cilindrate da sempre fiore all'occhiello della casa di Milwaukee. Tutti i modelli in produzione avevano più o meno le stesse caratteristiche tecniche generali: motore monocilindrico orizzontale a quattro tempi con distribuzione ad aste e bilancieri, cambio a quattro velocità (eccezione era la "Ala Verde" che si può fregiare del titolo di prima moto di serie fornita di 5 rapporti), telaio monotrave tubolare, forcella anteriore telescopica e forcellone posteriore con due ammortizzatori. L'eccezione è naturalmente costituita dai vari modelli di scooter, che nel frattempo con il Brezza si erano convertiti alle ruote piccole sul modello Vespa e Lambretta, e dai motocarri che continuavano ad essere prodotti con marchio della casa.
Nel 1969 venne presentata una moto completamente nuova, la 350 GTS, con linee moderne e che fu l'ispiratrice di molti altri modelli successivi anche nelle cilindrate minori. Tra le modifiche estetiche più appariscenti rispetto al passato vi era la presenza di un manubrio più alto e di un serbatoio a goccia. L'anno precedente, invece, aveva visto il ritorno dell'Aermacchi ai motori a due tempi, con l'Aletta 125, che avrà una discreta fortuna commerciale (specialmente in America) e sportiva (la Aletta Oro impegnata nel motomondiale Classe 125).
Il decennio 1960-1970 vide anche l'impegno della casa nelle varie corse motociclistiche, sia in quelle di regolarità che in quelle su pista. Tra i piloti che esordirono proprio con la casa di Schiranna uno dei più famosi fu Renzo Pasolini nel 1962.
L'inizio degli anni settanta furono un'altra delle date fondamentali per le attività motociclistiche della Aermacchi. In contemporanea si dovette registrare un periodo di forte tensione nel mercato motociclistico europeo con lo sbarco in forze delle case motociclistiche nipponiche e d'altra parte un periodo di forte crisi all'interno della Harley Davidson che dovette affrontare vari passaggi di proprietà.

### Il disimpegno della casa madre
Questa crisi di mercato, unita all'espansione delle commesse del settore aeronautico, fece sì che la casa madre decidesse di disimpegnarsi dal settore motociclistico e il risultato fu l'uscita completa dal settore del nome Aermacchi e la scissione dell'accordo con la casa statunitense, che nel corso del 1972 diventò unica proprietaria della fabbrica della Schiranna. L'attività in questo campo proseguì con una nuova società, la AMF-Harley-Davidson (che sta per American Machinery Foundry - Harley-Davidson), destinata in ogni caso pur essa ad una vita piuttosto breve, fino al 1978 anno in cui la AMF-HD decide di cessare la propria produzione in Italia e pone in liquidazione l'azienda. Dalle sue ceneri, nell'autunno 1978, i fratelli Claudio e Gianfranco Castiglioni danno vita alla Cagiva rilevando la fabbrica di Schiranna e garantendo un futuro agli operai che vi lavoravano.

### Motoveicoli prodotti

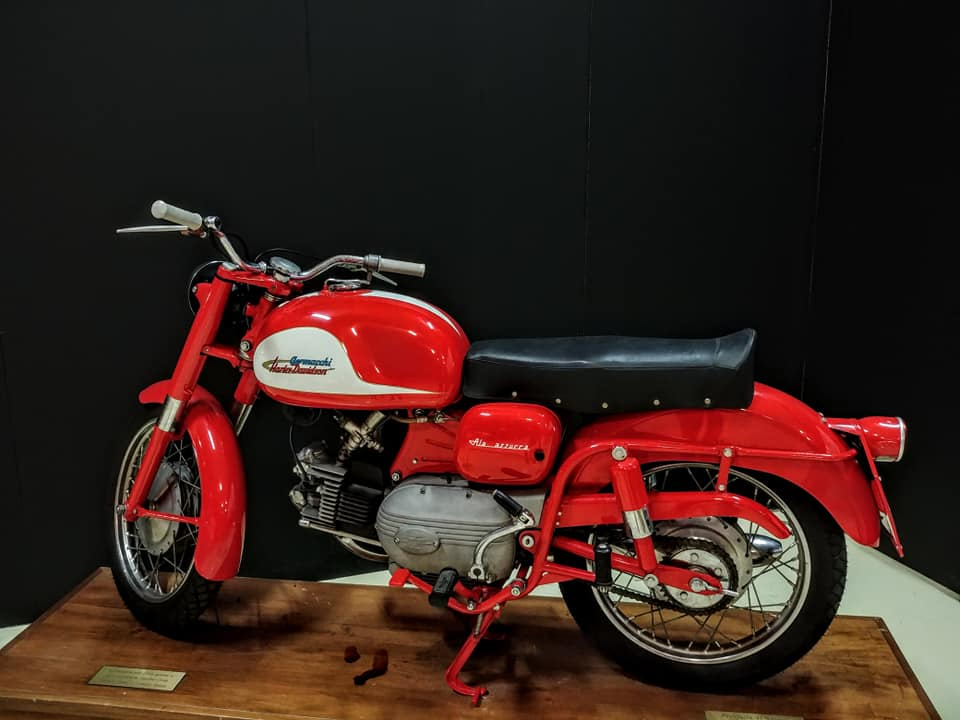
Motocicletta Aermacchi Harley-Davidson "ala azzurra" esposta al Parco e Museo di Volandia.

(elenco parziale)
| Modello                | tipologia                                       | anni di produzione |
| ---------------------- | ----------------------------------------------- | ------------------ |
| Macchitre MB1          | motocarro                                       | 1945-1954          |
| Macchi 125 N           | scooter a ruote alte                            | 1951-1953          |
| Monsone                | motocicletta                                    | 1952-1954          |
| Bicilindrica 250       | motocicletta                                    | 1952-1954          |
| 125 U Ghibli           | scooter a ruote alte                            | 1953-1955          |
| Cavaliere              | motocarro                                       | 1954-1955          |
| Diesel                 | motocarro                                       | 1954-1964          |
| Aermacchino            | motocarro                                       | 1954               |
| LinTo-Aermacchi Record | motocicletta da record di velocità              | 1955               |
| Zeffiro 125/150        | scooter a ruote alte                            | 1955-1960          |
| Corsaro 150            | prototipo di motocicletta non prodotto in serie | 1955               |
| Chimera 175            | motocicletta                                    | 1956-1961          |
| Ala Bianca 175         | motocicletta                                    | 1957-1964          |
| Ala Rossa 175          | motocicletta                                    | 1957-1964          |
| Chimera 250            | motocicletta                                    | 1958-1964          |
| Ala Azzurra 250        | motocicletta                                    | 1959-1967          |
| Ala Verde 250          | motocicletta                                    | 1959-1972          |
| Ala d’Oro              | motocicletta da competizione                    | 1961-1972          |
| Wisconsin 250          | motocicletta                                    | 1961-1967          |
| Brezza 150             | scooter                                         | 1963-1964          |
| Zeffiretto             | ciclomotore                                     | 1964-1972          |
| ND3                    | motocarro                                       | 1964-1971          |
| Ala Blu 250            | motocicletta                                    | 1967-1972          |
| Aletta Turismo 125     | motocicletta                                    | 1968-1971          |
| Aletta Scrambler 125   | motocicletta                                    | 1968-1971          |
| 350 GT Sprint          | motocicletta                                    | 1970-1972          |
| Baja                   | motocicletta                                    | 1970-1972          |
| 125 R/C                | motocicletta                                    | 1971-1974          |
| 350 TV                 | motocicletta                                    | 1971-1972          |
| 125 De Luxe            | motocicletta                                    | 1972-1973          |
| SX 350                 | motocicletta                                    | 1972-1973          |